# Johann Ludwig Ernst Morgenstern

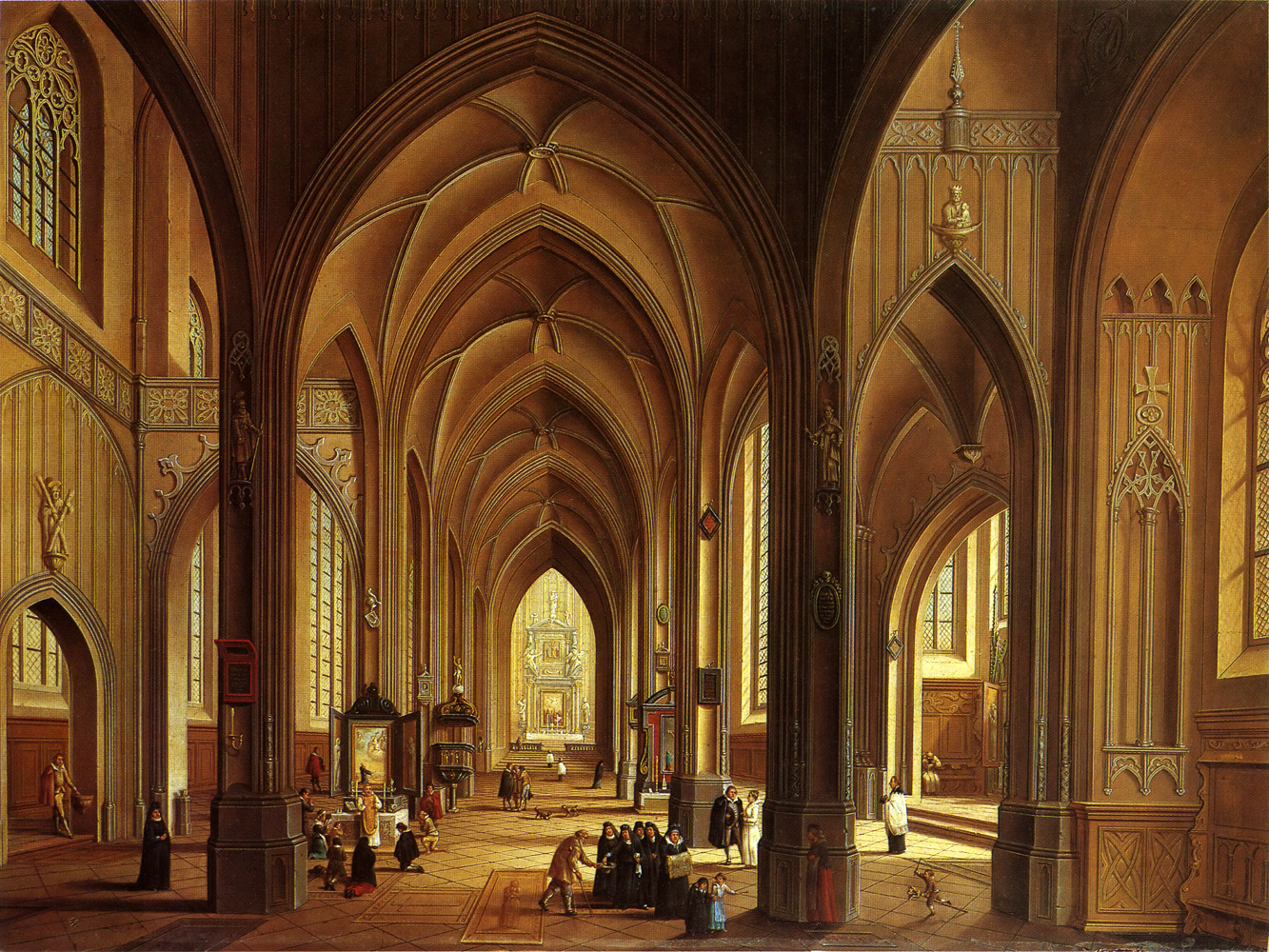
Das Innere einer gotischen Kirche, Öl auf Kupfer, um 1793

Johann Ludwig Ernst Morgenstern (* 22. September 1738 in Rudolstadt; † 13. November 1819 in Frankfurt am Main) war ein deutscher Gemälde-Restaurator, Radierer und Maler.

## Leben

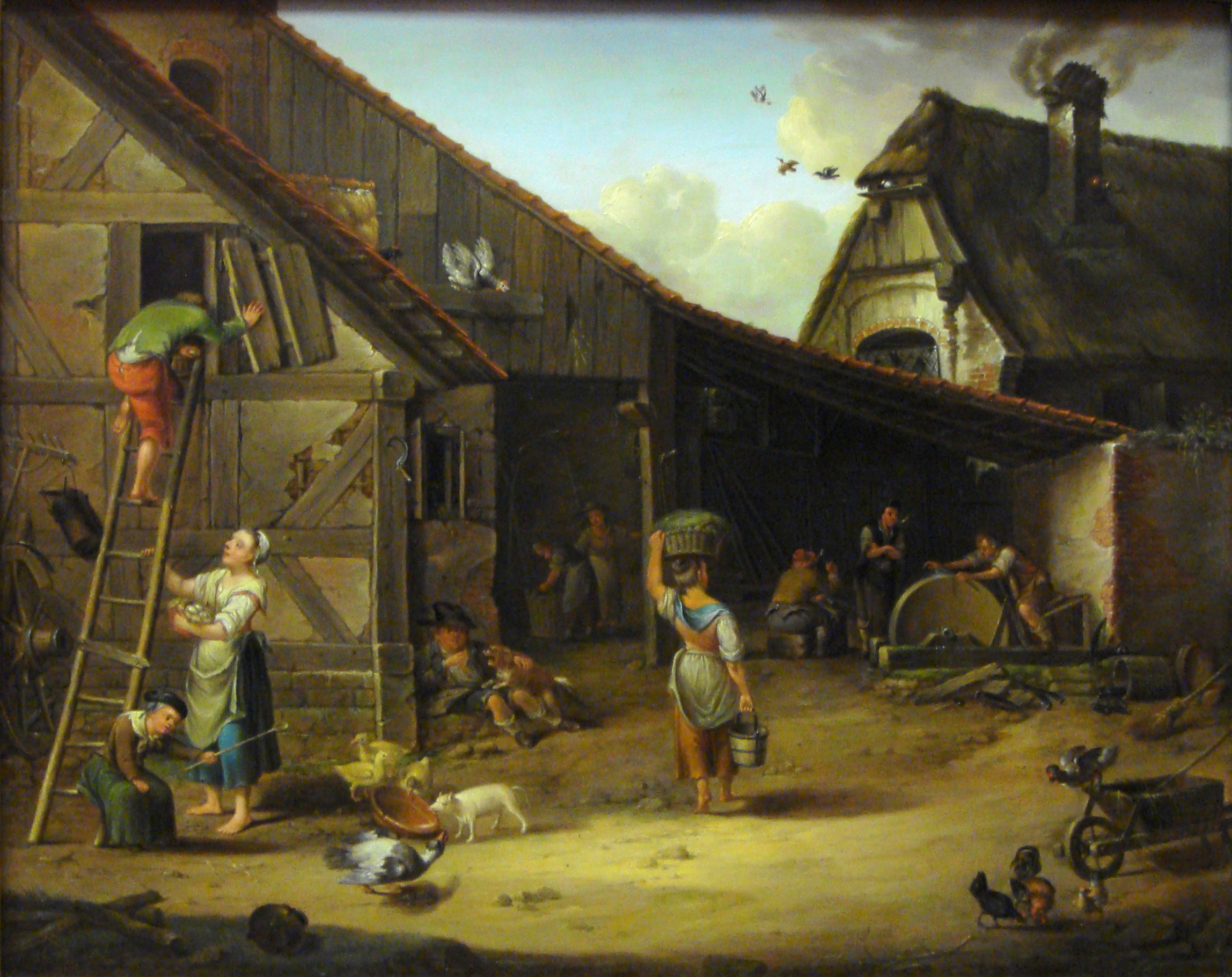
Ein Bauernhof, 1794, Städelsches Kunstinstitut

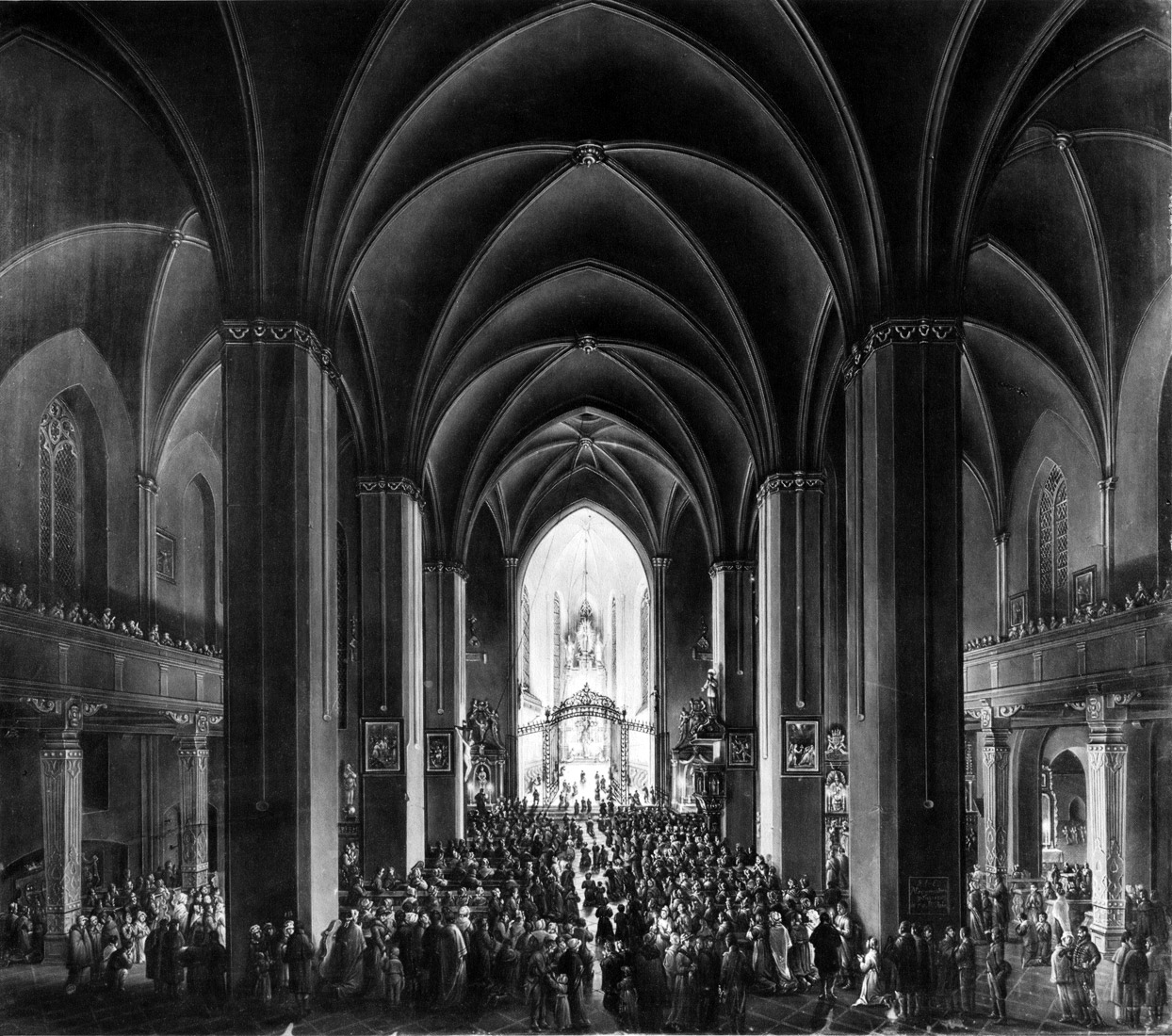
Das Innere der Domkirche in Frankfurt, erleuchtet beim Fest der Christmette, mit vielen Figuren, Öl auf Kupfer, 1808

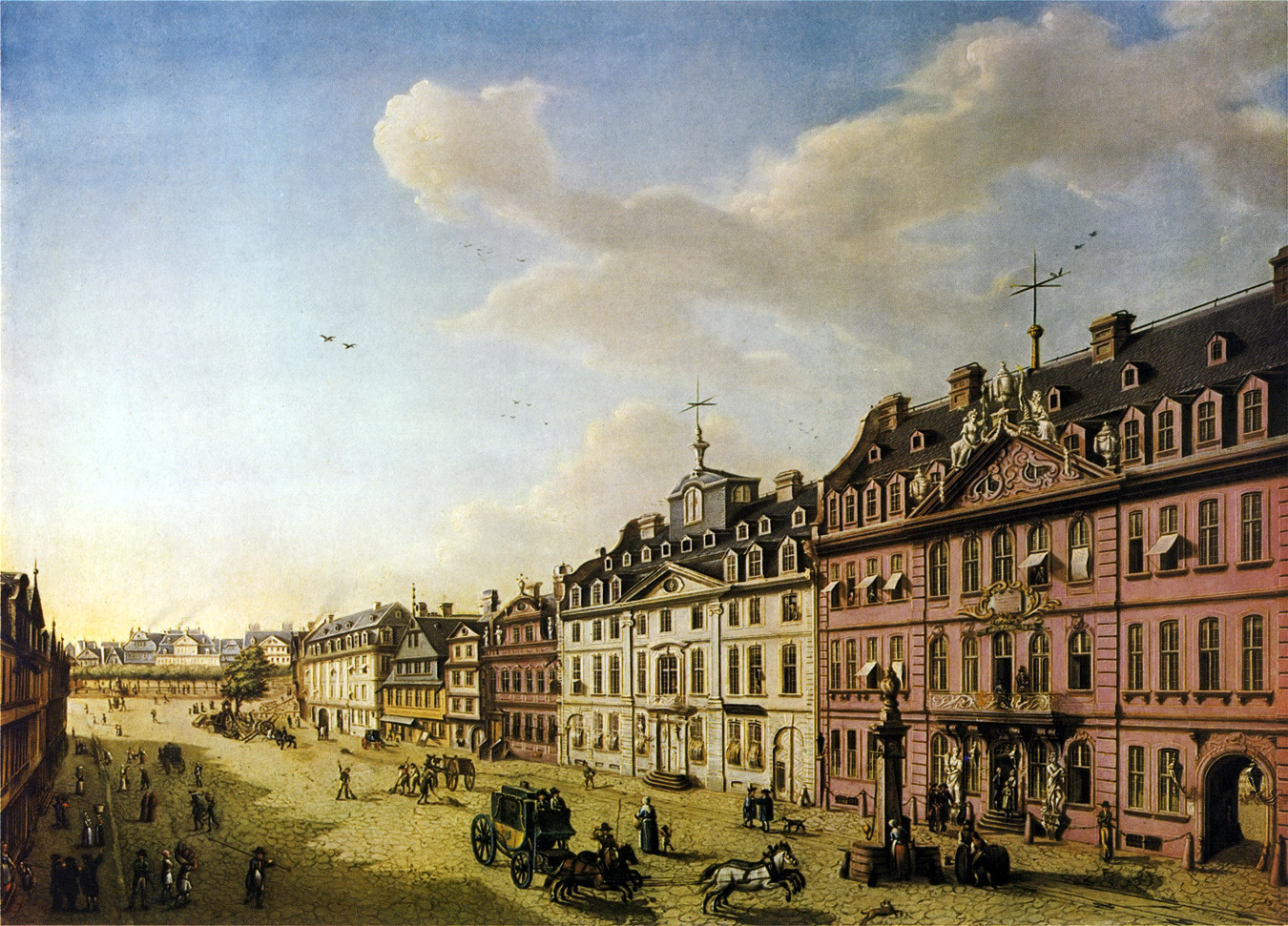
Frankfurt Am Main-Johann Ludwig Ernst Morgenstern-Nordseite der westlichen Zeil vom Roten Haus bis zum Weidenhof, 1793

Morgenstern war Schüler seines Vaters Johann Christoph Morgenstern (1697–1767), der als Kammerdiener und Porträtmaler in den Diensten der Fürsten des Hauses Schwarzburg-Rudolstadt stand. Sein 1739 geborener Bruder Friedrich Wilhelm Christoph Morgenstern folgte später der Position seines Vaters nach. Die Geschwister sind der zweiten der sich insgesamt über fünf Generationen erstreckenden Künstlerfamilie zuzurechnen, die mit Johann Ludwig Ernst erstmals ihre thüringische Heimat verließ.
Bereits in jungen Jahren zeichnete er Pferde und Schlachtengemälde nach Kupferstichen von Georg Philipp Rugendas mit solchem Talent, dass ihm sein Vater im elterlichen Haus bald nur noch wenig Unterstützung gewähren konnte. Ab 1766 besuchte er die Akademie der Gemäldegalerie in Salzdahlum, wo er unter Ludwig Wilhelm Busch (1703–1772) arbeitete. Der Weg führte ihn 1768 nach Hamburg, wo er Gemälde restaurierte, und 1769 nach Frankfurt am Main, wo er Aufnahme in die Werkstatt von Christian Georg Schütz d. Ä. fand. Nach drei Jahren in Darmstadt kam er 1772 wieder nach Frankfurt zurück.
Sein ursprünglicher Plan, nach Utrecht weiter zu ziehen, zerschlug sich, als er Eingang in das Atelier von Johann Andreas Benjamin Nothnagel (1729–1804) fand, wo er mehrere Jahre auf dem Gebiet der Landschafts-, Pferde- und Genremalerei tätig war. Durch seinen früheren Lehrmeister Schütz lernte er in dieser Zeit den jungen Schweizer Architekturmaler Johann Vögelin kennen. Er konnte ihn derart für das Genre begeistern, dass sich Morgenstern ab diesem Zeitpunkt fast ausschließlich in dieser Nische der Malerei, vor allem aber der Kirchenmalerei, betätigte.
Durch Heirat mit Anna Maria Alleinz erlangte Morgenstern am 17. September 1776 das Frankfurter Bürgerrecht und durch Übergabe eines Meisterstücks, das ein Kircheninneres darstellt, zugleich auch das Meisterrecht. Aus der Ehe ging sein am 8. Oktober 1777 geborener Sohn Johann Friedrich Morgenstern hervor, der später ebenfalls ein bekannter Maler wurde.
Morgenstern war bis ins hohe Alter in seinem Fach tätig, zeitgenössische Berichte erwähnen vor allem die für einen Miniaturmaler außergewöhnliche Tatsache, dass er bis zuletzt ohne Brille arbeiten konnte. Er starb am 13. November 1819 mit 81 Jahren, sein Grab auf dem Peterskirchhof ist nicht erhalten. Der Frankfurter Pfarrer und Historiker Anton Kirchner hielt seinen Nekrolog, in dem er sein stets heiteres und zufriedenes Gemüt würdigte.

## Werk

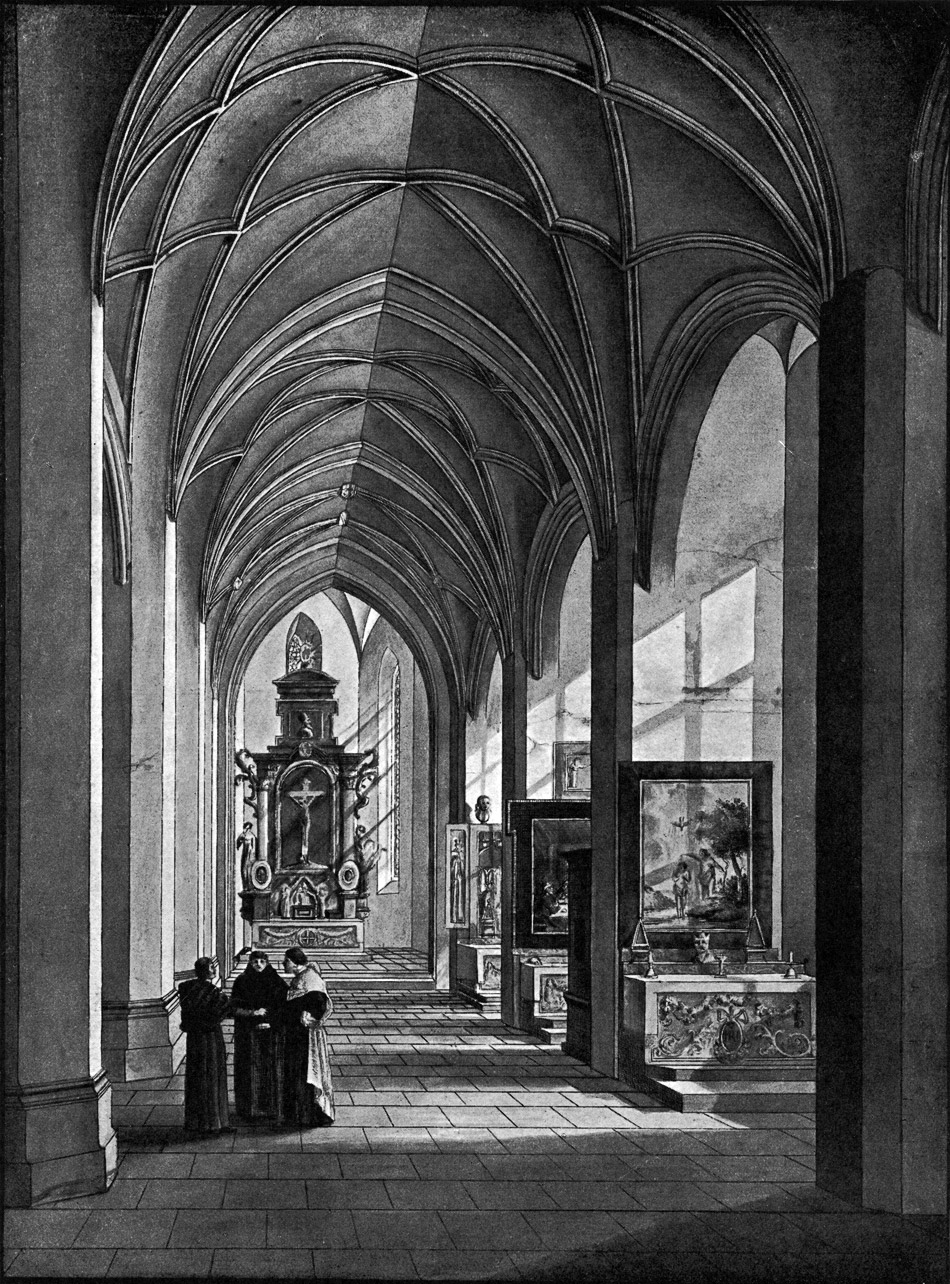
Leonhardskirche, Holzhausenkapelle, (im Original) kolorierter Stich, 1790

Betätigte sich Morgenstern in seinen frühen Jahren noch als Maler von Schlachtengemälden und Landschaften, fertigte er später, vor allem seinen fruchtbarsten Jahren 1780 bis 1810 überwiegend Kirchen- und Gebäudeinterieurs in Miniaturform. Die Bilder dieser Zeit bestechen durch perfekte perspektivische und farbliche Behandlung, Beleuchtung und ihre Details. Es handelt sich überwiegend um Ölbilder, seltener Radierungen, erstere oft auf Kupfer, was ihre Brillanz nochmals steigert. Sie sind neben ihrem künstlerischen oft von unschätzbaren historischen Wert, da es sich um nahezu fotografisch-genaue Wiedergaben von Kirchen kurz vor den Wirren der Französischen Revolution, der durch sie bewirkten Säkularisation sowie oft radikalen klassizistischen Umgestaltungen handelt.
Bereits zu Lebzeiten wurden Morgensterns Gemälde, wie Philipp Friedrich Gwinner 1862 bemerkt, zu Bestpreisen „gleichsam von der Staffelei weggekauft“ und gelangten so auch oft in Privatbesitz und ins europäische Ausland. Seine Werke in Museumsbesitz finden sich vorwiegend in den Museen in Frankfurt am Main.
Neben der Malerei betätigte er sich auch als Restaurator, wofür schon seit Aufenthalt in Hamburg wichtige Grundlagen gebildet hatte. Durch seine Fähigkeiten gelangten über die Jahre auch wichtige alte Meister in seine Hände, von denen er sich im Rahmen der Restaurierung auch häufig kleine private Kopien fertigte. Mit den Ölminiaturen stellte er sich nach und nach in einem Schränkchen mit Flügeltüren ein privates Gemäldekabinett zusammen, das sein Sohn weiterführte, aber erst durch seinen Enkel Carl Morgenstern vollendet wurde. Der Mittelteil des Kabinetts enthielt 75, die Türen je 65 Bilder. Das Morgensternsche Miniaturkabinett wurde 1857 nach England verkauft, konnte in neuerer Zeit aber wieder nach Frankfurt zurückerworben werden, wenngleich es auch nicht mehr die ursprüngliche Bestückung mit Bildern besitzt.